# Chirileu
Chirileu – wieś w Rumunii, w okręgu Marusza, w gminie Sânpaul. W 2011 roku liczyła 896 mieszkańców.